# Álvaro Fernández (labdarúgó, 1985)
Álvaro Fernández (Montevideo, 1985. október 11. –) uruguayi válogatott labdarúgó, jelenleg az amerikai Seattle Sounders FC játékosa.
Az uruguayi válogatott tagjaként részt vett a 2010-es világbajnokságon.

## Sikerei, díjai
Nacional
- Uruguayi bajnok (1): 2008–09

## Külső hivatkozások
- Álvaro Fernández (labdarúgó, 1985) – a FIFA adatbázisában
- Álvaro Fernández a National-football-teams.com oldalon